# Jacof Crewl
Jacof Crewl, auch Jacoff Krewel, Jacobff Krewl, Jacoff Krayl (geb. vor 1499; gest. nach 1507) war ein deutscher Seidensticker, Ratsherr und Bürgermeister Dresdens.

## Leebn
Beruflich war Crewl als Seidensticker tätig und wird 1499 erstmals als Jacoff Krewel, der Seydensticker in den Urkunden erwähnt. Ab 1500 gehörte er dem Dresdner Rat an und übernahm dort das Amt des Niederlage- und Schrotamtsverwalters. Nachdem Dresden im Jahr 1455 das Niederlagerecht erhalten hatte, mussten alle nach Böhmen gehenden Waren zunächst in der Stadt für eine gewisse Zeit zum Verkauf angeboten werden. Die Verwaltung der daraus zufließenden Einnahmen und die Überwachung des Warenverkehrs oblag dem Niederlageamt. Verbunden mit diesem war das Bierschrotamt. Dieses zog die beim Aus- und Einlagern (Schroten) von Bier- und Weinfässern anfallenden Abgaben, Schrotgeld genannt, ein. 
1503 ist Crewl als Zinsherr tätig und war damit für die Erhebung der Erb- und Kapitalzinsen verantwortlich, welche von den Grundstücksbesitzern an die Stadt zu entrichten waren. 1506 ist er schließlich als Kämmerer, im Folgejahr als regierender Bürgermeister erwähnt. Gleichzeitig wird er letztmals im Ratsverzeichnis aufgeführt.